# Slut Pop
Slut Pop è il quarto EP della cantante tedesca Kim Petras, pubblicato l'11 febbraio 2022 dalla Republic.

## Antefatti
L'artista ha iniziato a promuovere il progetto alcune settimane prima della pubblicazione, condividendo sulle piattaforme social brevi spezzoni dei brani presenti nell'EP.

## Tracce
Testi di Aaron Joseph, Alex Chapman, Chloe Angelides, Dr. Luke, Kim Petras, Lil aaron, Rocco Did It Again!, Ryan OG, musiche di Dr. Luke, Dale Becker, Clint Gibbs.
1. Slut Pop – 1:57
2. Treat Me Like a Slut – 1:58
3. XXX – 2:04
4. Superpower Bitch – 2:07
5. Throat Goat – 2:20
6. They Wanna Fuck – 2:30
7. Your Wish Is My Command – 2:54